# Вулиця Народного Ополчення (Ростов-на-Дону)
Вулиця Народного Ополчення (рос. Улица Народного Ополчения)   — вулиця у Ростові-на-Дону з 48 відомими будівлями поряд з вулицями: Морозовська, Нефедова, Ржевська і Козлова і провулками: Гвардійський, Козлова і Доломановский

## Історія
Вулиця Народного Ополчення присвячена людям, які в жовтні 1941 року, не маючи достатнього озброєння і ґрунтовної військової підготовки, вступили в бій з фашистами, захищаючи свій рідний місто Ростов-на-Дону. Вони пішли звідси останніми, а повернулися першими. Але історія вулиці пов'язана не тільки з боями Німецько-радянської війни.
Поява цієї вулиці, яка називалася Степовий, пов'язано з розширенням меж міста Ростова-на-Дону на рубежі минулого і нинішнього століть. Тоді і з'явилася вулиця Степова, в основному, Нового поселення. У 1886 році по ній проходила міська межа. За нею далі йшли звалища, міський вигін. Вулиця йшла до Миколаївського (нині проспекту Семашко). Мала вона і продовження «за тюремним замком», як це видно з довідника 1914: від Кріпосного провулка до кордону з Нахічеванню.
Назва вулиці вже при її виникненні було не новим. Так називалася колись колишня Скобелевская (нині Червоноармійська) вулиця. З розвитком кордону на північ місто Ростов-на-Дону, все більше заглиблювався в степ. 
Газета «Приазовський край» в березні 1903 року писала:
|  | Вчора, на приналежному імператорського, московського товариства сільського господарства місці, на Таганрозькому проспекті, відбулася урочиста закладка будівель для постійної виставки тваринництва. |

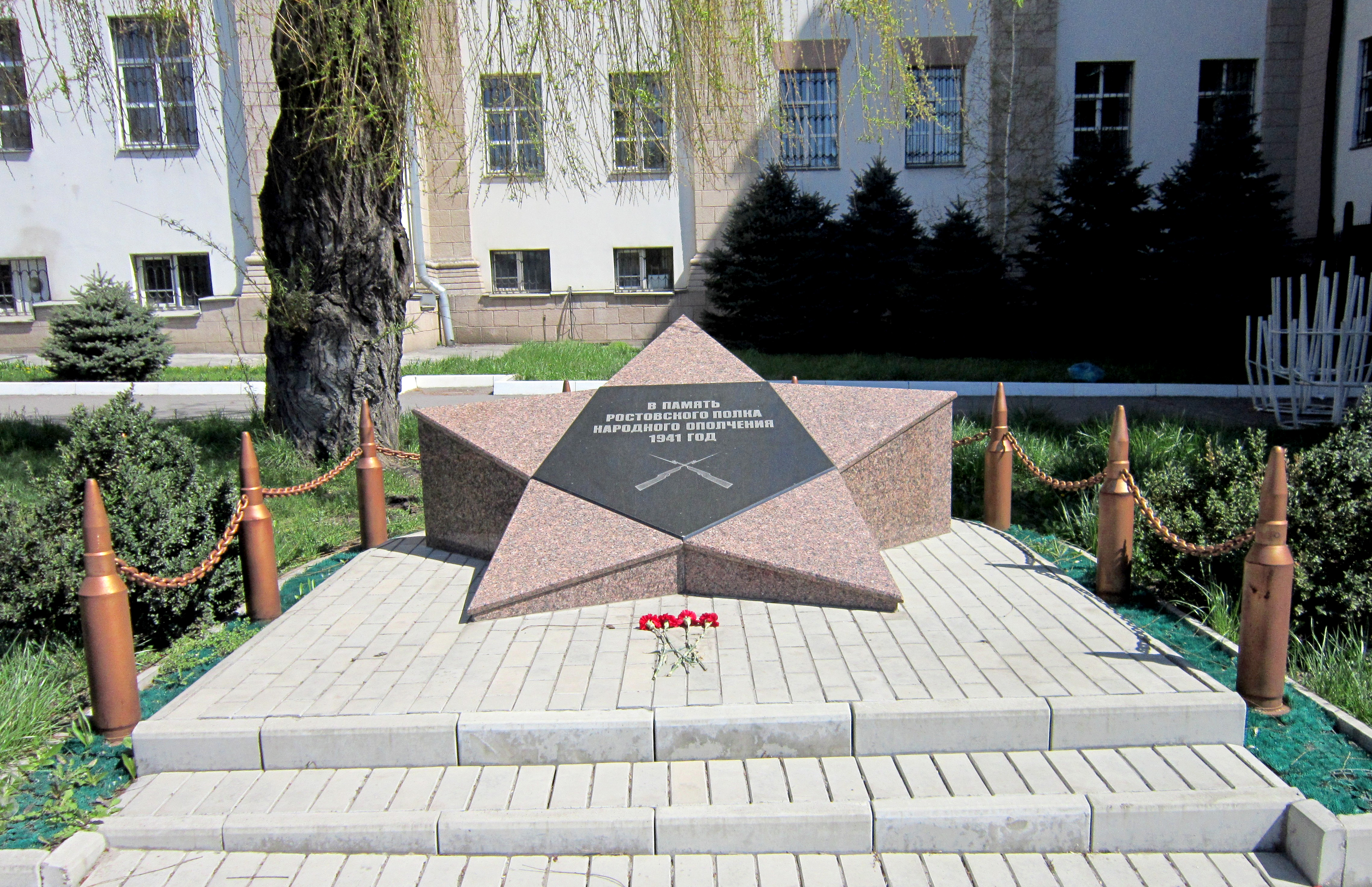
Пам'ятник бійцям Зіньківського полку народного ополчення 1941 рік, РОСТОВ-НА-ДОНУ

Потім, через кілька років, це називалося просто виставкою.
Місце це було між Кузнецької (нині вулиця Черепахіна) і Степової вулицями. І тягнулася воно два квартали — до Миколаївського провулка. 
На розі цієї вулиці та міського вигону 14 грудня 1905, за свідченням Івана Ченцова, була перестрілка робітників з повсталими козаками.
Зараз це — вулиця Народного Ополчення. Вона названа в 1946 році і присвячена Ростовському полку народного ополчення, який був сформований за постановою ростовського обкому ВКП(б) влітку 1941. У жовтні 1941 фронт наблизився до Ростова-на-Дону, в листопаді фашистам вдалося прорватися до міста, ополченці вступили в бій з ворогом. Ополченці проявили відвагу і мужність при звільнення Ростова-на-Дону у кінці листопада 1941.

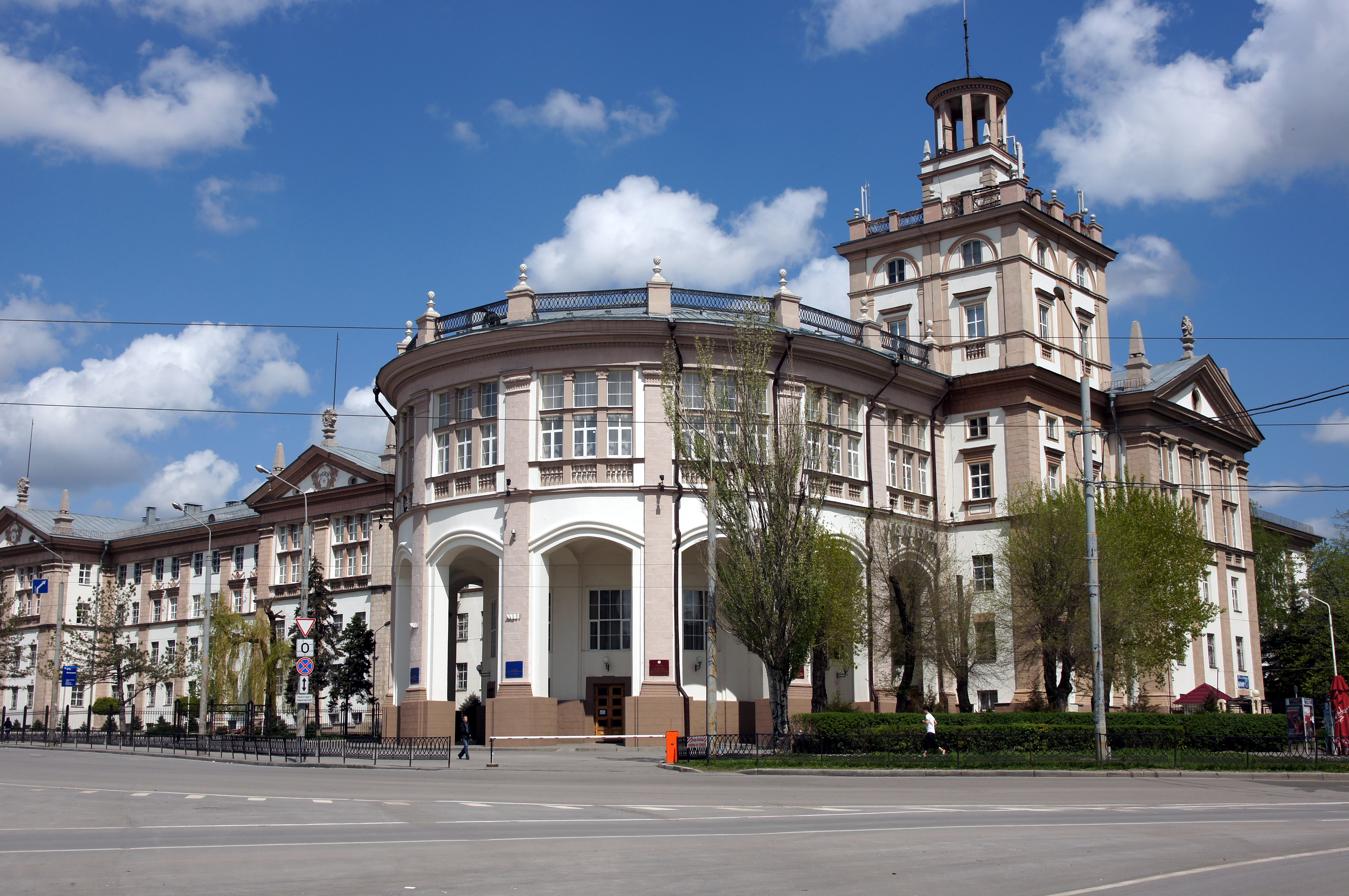
РДУШС (РГУПС)

У червні 1942 року фашистські війська окупували Ростов-на-Дону. Ополченці прикривали відхід радянських частин через Дон в районі станиці Олександрівської. Вони билися на шляхах відступу, в передгір'ях Кавказу. У жовтні 1942 полк був розформований, все його господарство і залишився особовий склад були передані 339-ї стрілецької дивізії та 189-му армійському запасного полку. З цими частинами багато ополченці дійшли до Перемоги, до Берліна. Названі вулиці Ростова-на-Дону іменами ополченців. На будівлі готелю «Ростов» висить пам'ятна дошка, що оповідає про те, що саме тут формувався один з полків ополчення. Біля головного корпусу Ростовського державного університету шляхів сполучення з'явилася меморіальна зірка з червоного граніту, що нагадує про те, що один із загонів Ростовського полку народного ополчення був сформований з студентів та викладачів цього ВНЗ.